# 張振華
张振华（1894年11月30日—2005年11月4日），女，四川省隆昌县人，为中国未经证实的超級人瑞。

## 生平
张振华生于一个军人家庭。父亲张冕堂是同盟会员吴玉章的好友。1910年，年仅16岁的她成为隆昌县立女子学校校长。1921年10月秋赴法国学习，随后与周恩来、邓小平、李富春、陈毅等一起勤工俭学。并于1930年跟任中法大学代理校长的丈夫刘厚都获得法国里昂大学博士学位，任巴黎巴斯德学院研究员。于1933年12月回到南京。
1938年回国后，张振华先后被浙江大学、复旦大学、四川大学聘为蚕桑系教授，并曾任四川省立女子职业学校校长。1956年任四川省政府参事。1983年被选为成都市人民政协特邀委员。1984年3月，刘厚因病去世，享年91岁。
2005年11月4日，张振华逝世，享年110岁。去世前为四川省人民政府终身参事。